# ينغ غريفو
ينغ غريفو (بالإنجليزية: Young Griffo)‏ مواليد 1 يناير 1871 في سيدني، أستراليا - الوفاة 7 ديسمبر 1927 في نيويورك، كان ملاكم محترف أسترالي صنّف ضمن فئة الوزن الخفيف بدأ مسيرته الاحترافية سنة 1886.

## إحصائيات
خاض خلال مسيرته 306 نزالا، فاز في 105 وتعادل في 73 وخسر في 12. فاز بالضربة القاضية في 33 نزالا.

## روابط خارجية
- ينغ غريفو على موقع IMDb (الإنجليزية)
- ينغ غريفو على موقع الموسوعة البريطانية (الإنجليزية)
- ينغ غريفو على موقع بوكس ريك (الإنجليزية) (registration required)
- ينغ غريفو على موقع قاعة أستراليا للمشاهير الرياضية (الإنجليزية)